# هالی ریج (کارولینای شمالی)
هالی ریج (به انگلیسی: Holly Ridge) شهری در ایالت کارولینای شمالی کشور ایالات متحده آمریکا است که جمعیت آن در سرشماری سال ۲۰۱۰ میلادی، ۱٬۲۶۸ نفر بوده‌است.